# Гвиди ди Баньо, Никола
Никола Гвиди ди Баньо (итал. Nicolò Guidi di Bagno; 1584, Римини, Папская область — 27 августа 1663, Рим, Папская область) — итальянский куриальный кардинал и папский дипломат. Титулярный архиепископ Афин с 14 марта 1644 по 9 апреля 1657. Апостольский нунций во Франции с 23 апреля 1644 по 5 декабря 1656. Епископ-архиепископ Сенигаллии с 28 мая 1658 по 1 сентября 1659. Кардинал-священник с 9 апреля 1657, с титулом церкви Сант-Эузебио с 23 апреля 1657 по 27 августа 1663.